# أشلي ميلر (كاتب)
أشلي ميلر (بالإنجليزية: Ashley Miller)‏ هو منتج أفلام وكاتب سيناريو بريطاني، ولد في 16 مارس 1971 في Windber, Pennsylvania ‏ في الولايات المتحدة.

## وصلات خارجية
- أشلي ميلر على موقع IMDb (الإنجليزية)
- أشلي ميلر على موقع ألو سيني (الفرنسية)
- أشلي ميلر على موقع أول موفي (الإنجليزية)
- أشلي ميلر على موقع قاعدة بيانات الأفلام السويدية (السويدية)
- أشلي ميلر على موقع قاعدة بيانات الفيلم (الإنجليزية)
- أشلي ميلر على موقع كينوبويسك (الروسية)